# L-betűs gyapjaslepke
Az L-betűs gyapjaslepke (Arctornis l-nigrum) a kvadrifid bagolylepkefélék családjába tartozó, Európában honos éjjeli lepkefaj. 

## Megjelenése
Az L-betűs gyapjaslepke szárnyfesztávolsága a hím esetében 3-5 cm, a nőstény 3,5-6 cm-es. Feje és tora fehérek, potroha sárgás. Fekete szemei nagyok, csápjai fésűsek. Szárnyai fényes fehérek, pikkelyzete gyér és könnyen lekopik, ilyenkor a szárny fehéresen áttetsző. Az elülső szegély szürkéssárgán behintett. Az elülső szárnyak közepén feltűnő, fekete, L alakú rajzolat látható. A szárnyerek sárgásak vagy sárgásszürkék. A szárnyak fonákja sárgás, rojtjuk fényes fehér.
Változékonysága nem számottevő.
Sorba rakott petéi korong alakúak, eleinte zöldek, majd zöldesbarnák. 
Hernyója fekete, oldala rozsdavörös, sűrű szőrzete ugyanilyen színű. Hátán, oldalain hosszú, fehér és rozsdavörös szőrcsomók meredeznek. Bábja halványzöld, szárnytokjai sötétek, hátán sárga vonalak láthatók. 

### Hasonló fajok
A fehér szigonyosbagoly hasonlíthat hozzá.

## Elterjedése
Eurázsiában honos Észak-Spanyolországtól egészen Japánig. Magyarországon a Dunántúl és az Északi-középhegység nedvesebb erdeiben sokfelé előfordul, az Alföldön ritka. 

## Életmódja
Nedvesebb lomberdőkben, patakvölgyekben, üde réteken él. Éjjel aktív, vonzzák a mesterséges fényforrások.  
Évente két nemzedéke nő fel, imágóit május végétől július elejéig, illetve augusztustól szeptemberig lehet látni. Hernyója bükk és hárs, valamint más lombos fák (tölgy, nyír, mogyoró, fűz) leveleit rágja. Összeszőtt levelek között bábozódik. A második nemzedék félig kifejlett hernyója telel át.  
Magyarországon nem védett.

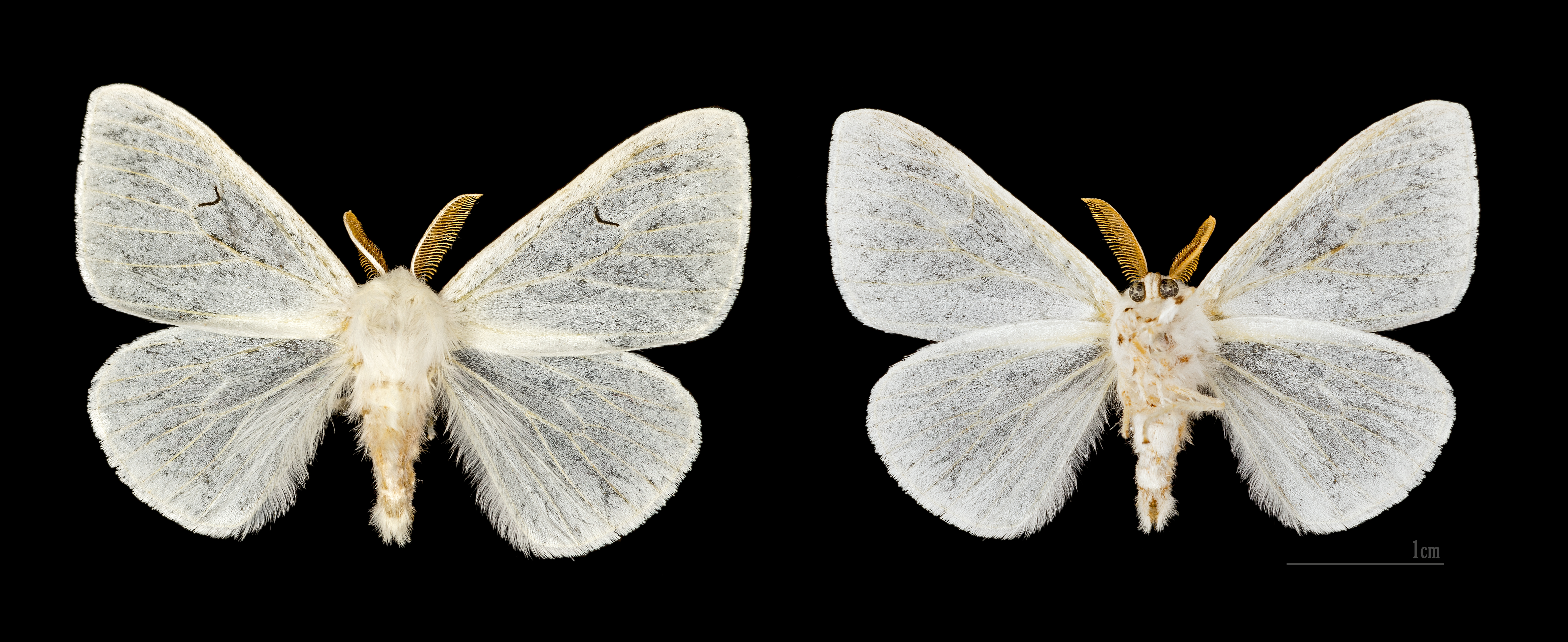
Hím
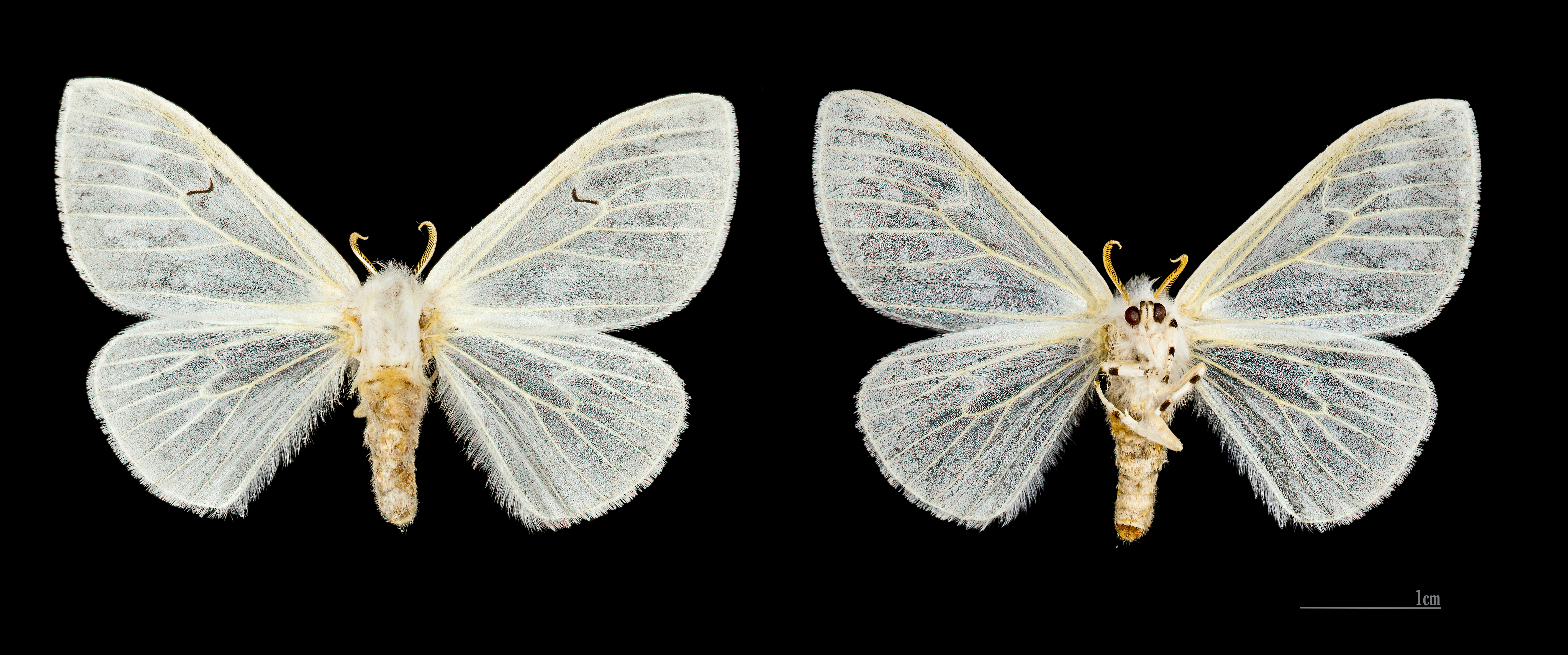
Nőstény
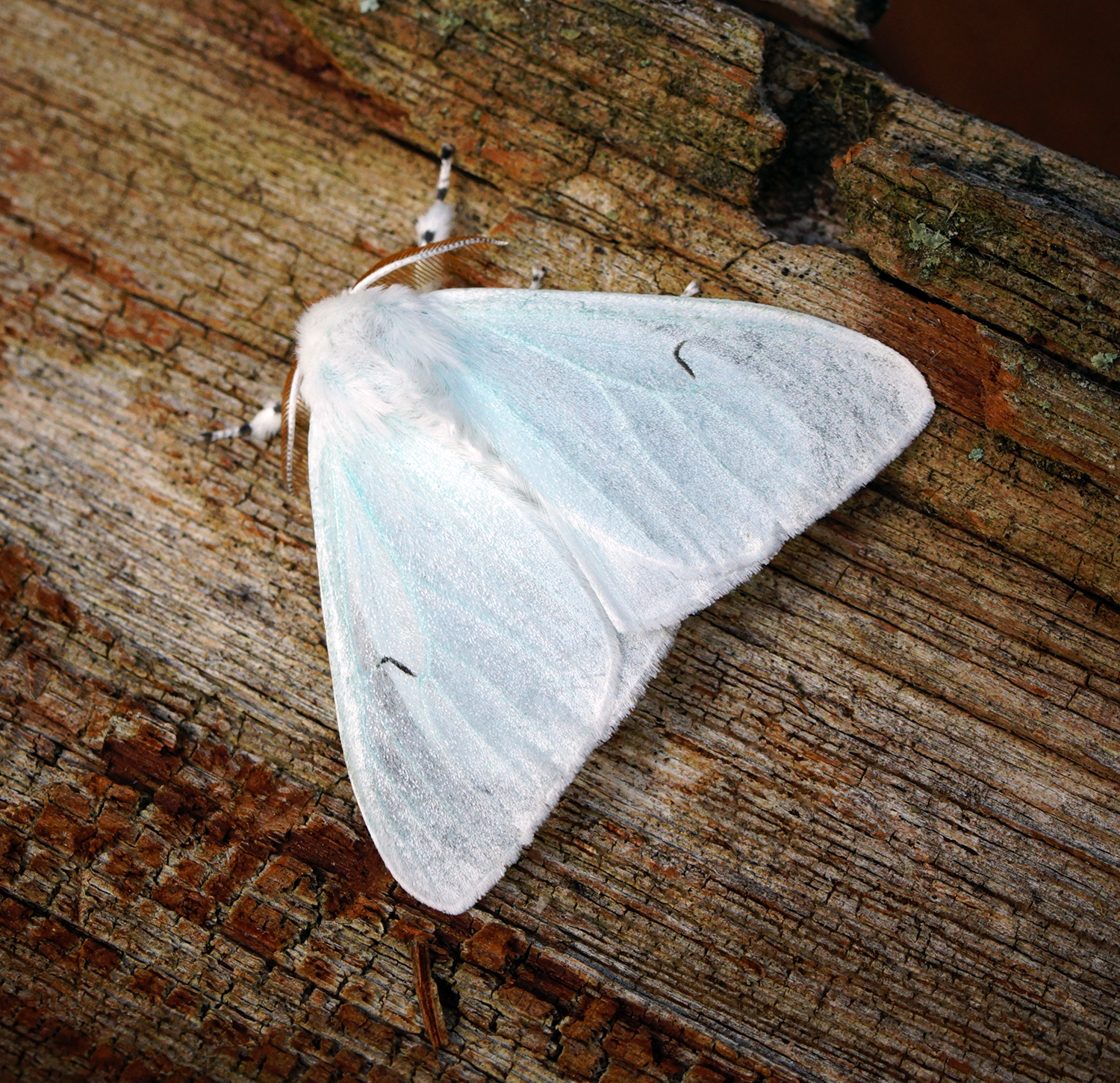
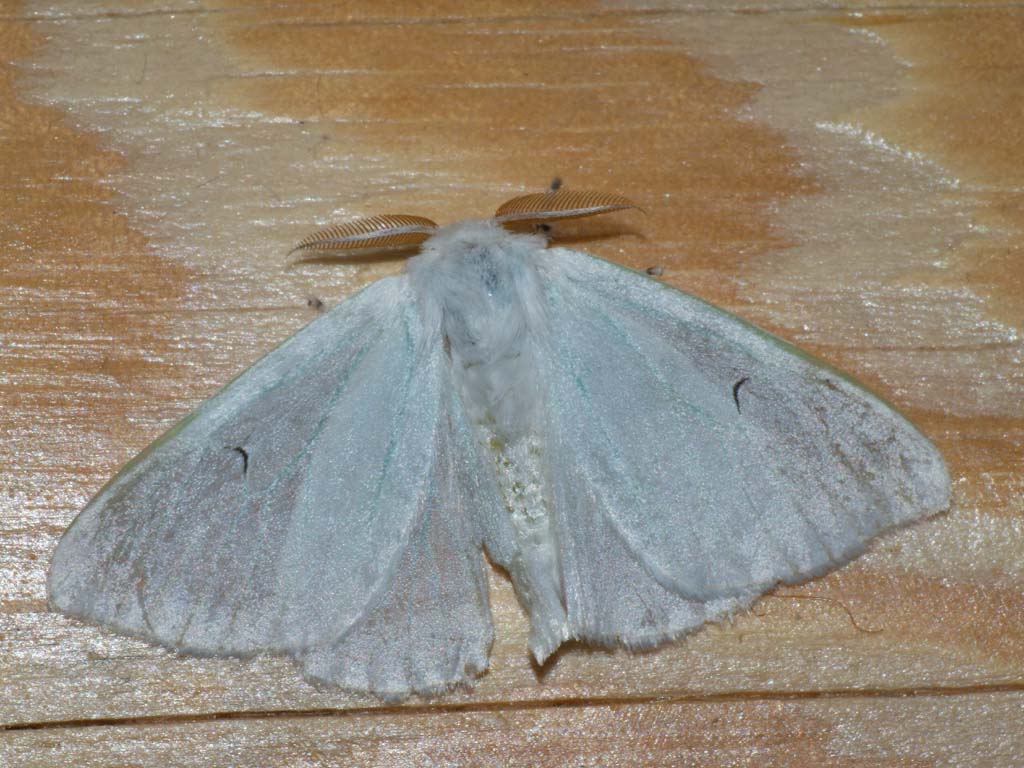
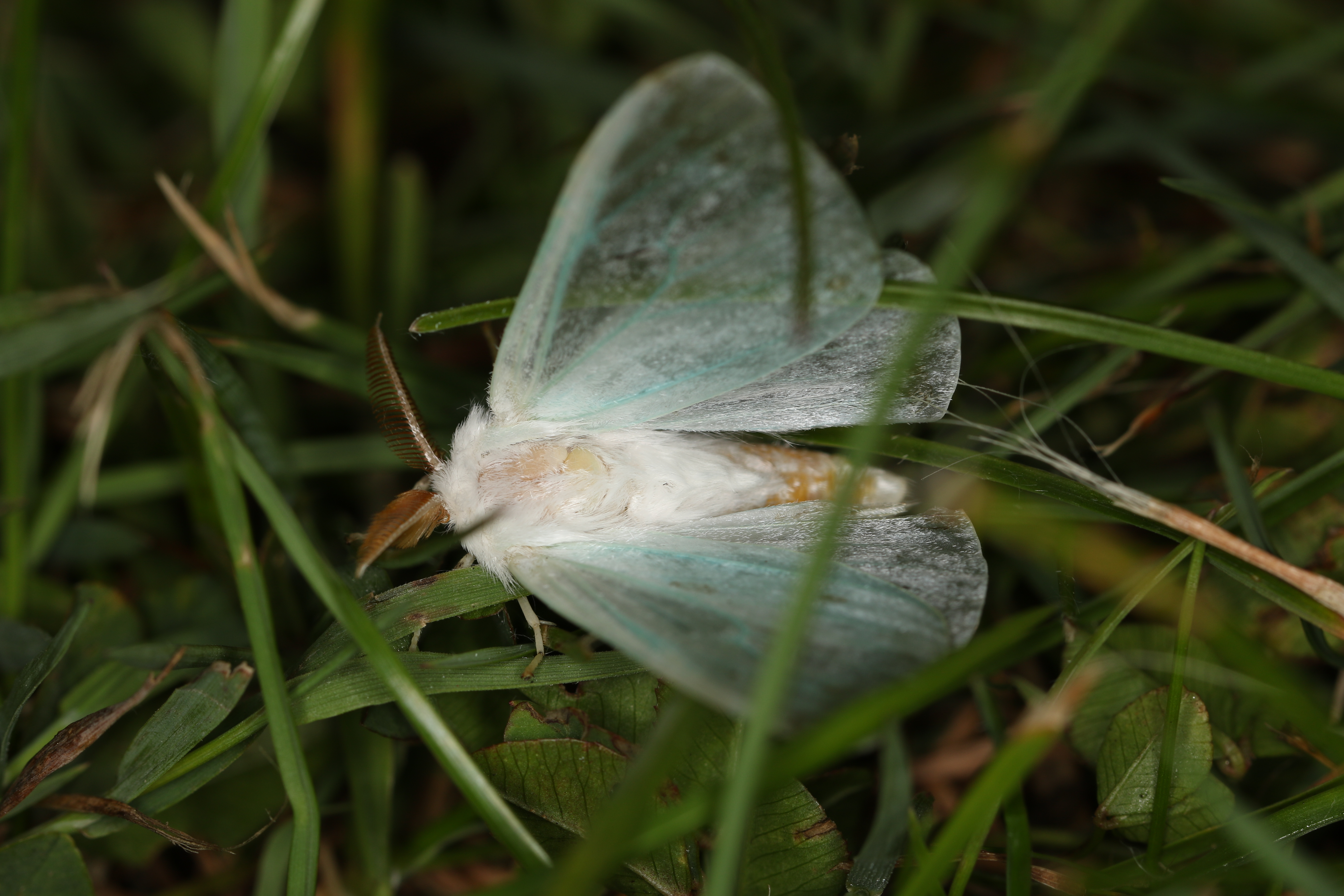